# Meri (genre)
Pour les articles homonymes, voir Meri.
Genre
Meri est un genre d'araignées aranéomorphes de la famille des Sparassidae.

## Distribution
Les espèces de ce genre se rencontrent en Amérique du Sud, en Amérique centrale et aux Antilles.

## Liste des espèces
Selon World Spider Catalog (version 23.0, 03/06/2022) :
- Meri abuna Rheims & Jäger, 2022
- Meri aparia Rheims & Jäger, 2022
- Meri arraijan Rheims & Jäger, 2022
- Meri carabobo Rheims & Jäger, 2022
- Meri conduri Rheims & Jäger, 2022
- Meri formosus (Banks, 1929)
- Meri guri Rheims & Jäger, 2022
- Meri jaraua Rheims & Jäger, 2022
- Meri kaieteur Rheims & Jäger, 2022
- Meri manaos Rheims & Jäger, 2022
- Meri martinique Rheims & Jäger, 2022
- Meri mathani (Simon, 1880)
- Meri munduruku Rheims & Jäger, 2022
- Meri paiaia Rheims & Jäger, 2022
- Meri pictitarsis (Simon, 1880)
- Meri quinari Rheims & Jäger, 2022
- Meri rivai Rheims & Jäger, 2022
- Meri sanctivincenti (Simon, 1898)
- Meri tambor Rheims & Jäger, 2022
- Meri tapirapeco Rheims & Jäger, 2022
- Meri trinitatis (Strand, 1916)
- Meri tumatumari Rheims & Jäger, 2022
- Meri vanini Rheims & Jäger, 2022
- Meri yaciba Rheims & Jäger, 2022
- Meri zeteki Rheims & Jäger, 2022

## Systématique et taxinomie
Ce genre a été décrit par Rheims et Jäger en 2022 en dans les Sparassidae.

## Publication originale
- Rheims & Jäger, 2022 : « Revalidation of the genus Sadala Simon, 1880 with the description of a new genus of Neotropical huntsman spiders (Araneae, Sparassidae). » Zootaxa, no 5135(1), p. 1-80.